# Protonarthron subfasciatum
Protonarthron subfasciatum är en skalbaggsart som beskrevs av Jordan 1894. Protonarthron subfasciatum ingår i släktet Protonarthron och familjen långhorningar.
Artens utbredningsområde är Angola. Inga underarter finns listade i Catalogue of Life.